# Arcigay

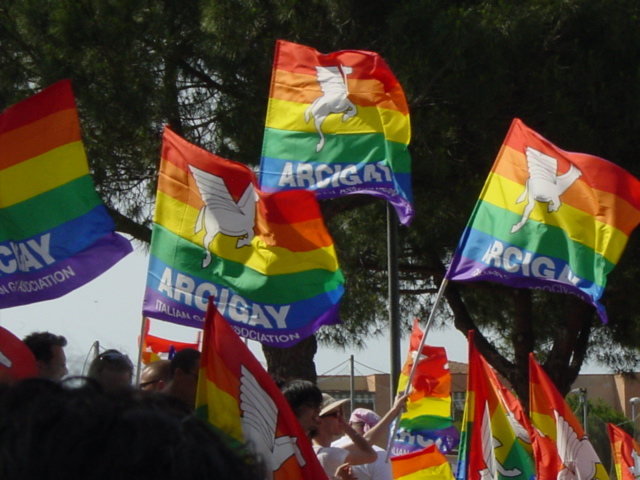
Flagi organizacji

Arcigay (wł Associazione lesbica e gay italiana) - największa włoska organizacja broniąca praw osób LGBTQ typu non-profit. Została założona w 1985 roku w Palermo. We Włoszech zasłynęła ze swoje kampanii na rzecz związków partnerskich. Obecnym prezydentem organizacji jest Paolo Patanè, honorowym prezydentem jest Franco Grillini. 
Organizacja protestuje między innymi przeciwko stanowisku Kościoła Katolickiego wobec mniejszości seksualnych.